# Seroba Binda
Seroba Binda − botswański bokser kategorii lekkopółśredniej.

## Kariera amatorska
W maju 2003, Binda zdobył srebrny medal na mistrzostwach Afryki, rywalizując w kategorii lekkośredniej. W finale pokonał go Benamar Meskine. 1 września 2003, Binda zdobył srebrny medal na mistrzostwach Wspólnoty Narodów, rywalizując w kategorii lekkośredniej. W finale nieznacznie przegrał (28:30) z Jarrodem Fletcherem.
W roku 2004 dwukrotnie uczestniczył w kwalifikacjach olimpijskich dla Afryki. Binda udziały zakończył na ćwierćfinałach, nie zdobywając kwalifikacji.

## Kariera zawodowa
Binda został zawodowcem 9 kwietnia 2005, wygrywając w swoim debiucie z Nkosinathim Dayim. Na zawodowym ringu stoczył tylko cztery zawodowe pojedynki. Ostatni raz walczył 24 października 2008 r. Po zakończeniu kariery zamieszkał w botswańskim mieście Gaborone, gdzie stoczył 3 z 4 zawodowych walk.